# Babek (ville)
Pour les articles homonymes, voir Babek.

Babek (en azéri Babək) est une ville et municipalité de la République autonome de Nakhitchevan en Azerbaïdjan. C'est la capitale du raion de Babek.